# Luiz Carlos Eccel
Dom Luíz Carlos Eccel (Brusque, 18 de novembro de 1952) é um bispo católico brasileiro. Foi o quarto bispo da diocese de Caçador, no estado de Santa Catarina.
Sua ordenação sacerdotal ocorreu em 30 de junho de 1979,  no Santuário de Azambuja em Brusque-SC, junto com o Pe. Jacob Archer e Dom João Francisco Salm. Sendo eleito bispo de Caçador em 18 de novembro de 1998. A sagração episcopal se deu em 7 de fevereiro de 1999, em Caçador, sendo sagrante principal Dom Eusébio Oscar Cardeal Scheid e co-consagrantes Dom João Oneres Marchiori e Dom Vito Schlickmann. Governou a diocese de caçador por 11 anos, tendo ordenado mais de 15 padres. Em novembro de 2010, foi acolhido pelo Papa Bento XVI, seu pedido de renúncia, quando então tornou-se bispo emérito daquela diocese. Hoje reside em Brusque.